# Saint-Martin-le-Beau
Saint-Martin-le-Beau là một xã của tỉnh Indre-et-Loire, thuộc vùng Centre-Val de Loire, miền trung nước Pháp.